# 葛拉罕·佩雷特
葛拉罕·佩雷特（英語：Graham Perrett，1966年1月5日—）是一位澳洲政治人物，他的黨籍是澳洲工黨。自2007年開始，他是莫頓選區選出的澳大利亚众议院議員。他出生在昆士蘭州。